# Vellozia granulata
Vellozia granulata är en enhjärtbladig växtart som beskrevs av Goethart och Johannes Jan Theodoor Henrard. Vellozia granulata ingår i släktet Vellozia och familjen Velloziaceae. Inga underarter finns listade.